# تینکربل
تینکربل (به انگلیسی: Tinker Bell) شخصیتی خیالی در داستان پیترپن نوشتهٔ جی ام بری (۱۹۰۴) و رمان پیتر و وندی (۱۹۱۱) است. تینکربل در چند فیلم و انیمیشن که از داستان پیتر پن اتخاذ شده، ظاهر شده است:پیترپن (۱۹۲۴)، پیترپن (۱۹۵۳)، هوک (۱۹۹۱)، بازگشت به سرزمین رویایی (۲۰۰۲)، پیترپن (۲۰۰۳)،سرزمین رویایی (۲۰۰۳)، در جستجوی سرزمین رویایی (۲۰۰۴)و سری انیمیشن‌های دیزنی یعنی تینکربل (Tinker Bell 2008)،تینکربل و گنج گمشده( Lost Treasure 2009)،تینکربل و نجات پری مهربان(Great Fairy Rescue 2010)،تینکربل و بازی پیکسی هالو(2011 Pixie Hollow Games)،تینکربل و راز بالها(Secret of the Wings 2012)،تینکربل و افسانه هیولا( Legend of the Never Beast 2014)،تینکربل و دزدان دریایی(Pirate Fairy 2014) و انیمیشن های کوتاه ساختهٔ کمپانی والت دیزنی.
تینکربل بیش از ۵۰ سال است که یکی از مهم‌ترین شخصیت‌های کمپانی والت دیزنی بوده‌است و به عنوان «نماد جادوی دیزنی» شناخته شده‌است.

## تینکربل در سری انیمیشن‌های دیزنی
وقتی نوزادی برای اولین بار می‌خندد یک پری به دنیا می‌آید و به شکل یک قاصدک به سرزمین پیکسی هالو می‌رود. در آنجا پری باید استعدادش را کشف کند. پری‌ها با توجه به توانایی هایشان به چند دسته تقسیم می‌شوند: پری آب، پری باغبان، پری نور، پری حیوانات، پری‌ باد ، پری محافظ، پری تعمیرکار، پری گرده بان، پری برفکی و...
تینکربل یک پری تعمیرکار است (تینکر یعنی تعمیرکار). در انیمیشن‌های قدیمی، تینکربل با صدایی شبیه زنگ صحبت می‌کند و فقط کسانی که با زبان پریان آشنا باشند زبان او را می‌فهمند اما درسری انیمیشن‌های جدید به جای صدای زنگ، صحبت می‌کند. تینکربل یک پری بااستعداد و خلاق است و خصوصیات بچگانه دارد. او شجاع و ماجراجو است و همین خصوصیت او را به دردسر می‌اندازد. تینکربل یک پری مهربان است اما گاهی زود عصبانی می‌شود.
او هم مثل بقیه پری‌ها پرواز می‌کند و می‌تواند با پاشیدن پودر پریان روی چیز های دیگر آن‌ها را هم به پرواز درآورد. او هر بار مرتکب اشتباهی بزرگ می‌شود اما سعی می‌کند آن را جبران کند.

## پیاده‌روی مشاهیر هالیوود
در ۲۱ سپتامبر ۲۰۱۰ تینکربل، دوهزار و چهارصد وهجدهمین ستاره را در پیاده‌روی مشاهیر هالیوود دریافت کرد. او سیزدهمین شخصیت خیالی و ششمین شخصیت کمپانی والت دیزنی است که این افتخار را به دست آورده‌است.